# Polski crash
Polski crash – polsko-niemiecki film sensacyjny z 1993 roku w reżyserii Kaspara Heidelbacha. Tematyka filmu dotyczy przemytników samochodów i ścigającej ich policji polskiej i niemieckiej.

## Obsada
- Klaus J. Behrendt − jako Tom Konnitz
- Clotilde Courau − jako Alina Suchecka
- Jürgen Vogel − jako Piet Nickel, brat Toma
- Susanne Wilhelmina − jako policjantka Susi Kapellmann
- Heinrich Schafmeister − jako policjant Dieter Brotz
- Piotr Machalica − jako komisarz Radkowski
- Wojciech Wysocki − jako Daniel Bury, prywatny detektyw poszukujący skradzionych samochodów
- Maciej Kozłowski − jako Dąbek, człowiek Malika
- Ryszard Jabłoński − jako Jurek, człowiek Malika
- Mirosław Baka − jako Józef Malik
- Jan Tesarz − jako policjant Świda
- Cezary Pazura − jako cinkciarz Stanisław, człowiek Malika
- Joachim Lamża − jako Kryński
- Mariusz Leszczyński − jako recepcjonista w hotelu "Polonia"
- Ewa Kasprzyk − jako Luśka, barmanka w hotelu "Polonia"
- Małgorzata Pieczyńska − jako Bożena, siostra Aliny
- Krzysztof Kumor − jako doktor Olczyk, policyjny patolog
- Tomasz Preniasz-Struś − jako żołnierz rosyjski
- Robert Czebotar − jako żołnierz rosyjski

i inni